# Terry Pheto
Moitheri Pheto (sinh ngày 11 tháng 5 năm 1981) là nữ diễn viên người Nam Phi nổi tiếng với vai chính Miriam trong bộ phim điện ảnh đoạt giải Oscar năm 2005 Tsotsi.

## Đầu đời
Lớn lên ở Soweto cho đến năm 21 tuổi, Pheto được phát hiện bởi chuyên gia tìm kiếm tài năng Moonyeenn Lee trong một nhóm kịch ở Soweto trong quá trình casting cho Tsotsi.

## Nghề nghiệp

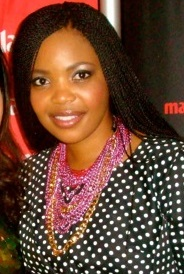
Pheto năm 2013

Sau khi ra mắt trong Tsotsi, Pheto đã xuất hiện trong các bộ phim khác như Catch a Fire (2006), Goodbye Bafana (2007) và How to Steal 2 Million (2012).
Loạt phim truyền hình mà cô đã tham gia bao gồm loạt phim truyền hình SABC 1 Justice for All (vai Lerato), Vùng 14 (vai Pinky Khumba) và Jacob's Cross, với vai Mbali. Pheto đóng vai trò quan trọng của Fikile trong sê-ri mini SABC2 Hopeville, từ tháng 3 đến tháng 4 năm 2009. Bộ phim sau đó đã được làm thành một bộ phim giành giải thưởng. Năm 2011, sau khi rời Nam Phi để thử vận may ở Hollywood, cô đã nhận được một vai bác sĩ phẫu thuật tim định kỳ, Tiến sĩ Malaika Maponya, trong vở opera xà phòng Mỹ The Bold and the Beautiful. Cô là chủ đề của một tập phim tài liệu do Nicky Greenwall tổ chức, The Close Up, được phát sóng trên e.tv và Kênh eNews vào năm 2012. Cùng năm đó, cô là một chủ đề nổi bật trong tập đầu tiên của phần thứ hai của loạt phim thực tế SABC1 Play Your Part, phát sóng vào ngày 9 tháng 7 năm 2012. Năm 2010, cô là giám khảo khách mời của Đạo luật Lớp thi đấu thực tế SABC1, trong tập "Phim Noir".
Cô cũng đã tham gia diễn xuất trong nhà hát với các vở The toilet (đạo diễn bởi Bongani Linda) và The Devil's Protest, đạo diễn bởi Thulani Didi.
Vào tháng 7 năm 2008, Pheto được mệnh danh là gương mặt mới của L'Oréal. Cô cũng đã được chụp ảnh đăng trên nhiều tạp chí, bao gồm Destiny, Vanity Fair, Drum, You / Huisgenoot, Y-Magazine, Bona, Heat, Elle, Cosmopolitan, Marie Claire và True Love.

## Sự nghiệp điện ảnh
- Tsotsi (2005)
- Bắt lửa (phim) (2006)
- Ngày và đêm (2006)
- Tạm biệt Bafana (2007)
- Mafrika (2008)
- Táo bạo và xinh đẹp (2011)
- Cách ăn cắp 2 triệu (2012)
- Mandela: Long Walk to Freedom (2013)
- Cuckold (2015)
- Vương quốc Anh (2016)
- Phim truyền hình Madiba (2017)
- Thỏa thuận là gì (2018-)